# RFA Lyme Bay (L3007)
El RFA Lyme Bay (L3007) es un buque de asalto anfibio de la clase Bay de la Royal Fleet Auxiliary (RFA). Fue botado en 2005 y entró en servicio en 2007.

## Construcción
Construido por Swan Hunter en Wallsend, el trabajo sufrió un retraso en 2004 por un incidente que costó £ 20 millones. Fue botado en 2005 y fue asignado en 2007, con 18 meses de retraso.

## Historia de servicio
En 2008 el RFA Lyme Bay desplegó Tristán de Acuña para la Operación Zest. Luego en 2015 desplegó a Dominica para tareas de apoyo durante la tormenta tropical Erika.